# Andrzej Kopczyński (funkcjonariusz SB)
Andrzej Antoni Kopczyński (ur. 9 stycznia 1948 w Kaliszu) – funkcjonariusz Służby Bezpieczeństwa (Departament I – wywiad) w stopniu porucznika MO. W roku 1976 przeszedł na stronę państw zachodnich.

## Życiorys
Syn Franciszka i Zofii. Słuchacz Ośrodka Kształcenia Kadr Wywiadu w Starych Kiejkutach (1972). Pracował następnie w Departamencie I (wywiad). Latem 1976 r. wysłano go na kurs języka niemieckiego do RFN; nie powrócił z kursu, zamiast tego wystąpił do władz RFN o azyl polityczny i przeszedł na stronę państw zachodnich. Według dokumentów polskiego MSW z października 1976 r. znajdował się „w dyspozycji wywiadu amerykańskiego”. W roku 1977 polski sąd skazał go zaocznie na karę śmierci.
Przejście Kopczyńskiego na stronę Zachodu zostało podane jako przyczyna odwołania Gromosława Czempińskiego z placówki w Chicago. Czempiński, oficjalnie będący wicekonsulem w Chicago, był znany Kopczyńskiemu jako funkcjonariusz wywiadu. Zachowała się notatka z 1976 r. mówiąca, że w wyniku działań Kopczyńskiego zdekonspirowany mógł zostać także inny funkcjonariusz wywiadu, Aleksander Makowski (oficer rezydentury w Nowym Jorku), mimo to brak w katalogu IPN informacji, by Makowskiego odwołano wtedy z powrotem do kraju – analogiczna sytuacja miała miejsce z I sekretarzem ambasady RP w Lizbonie Eugeniuszem Spyrą.